# Franz Volkmar Fritzsche
Franz Volkmar Fritzsche (Bad Lausick, 26 gennaio 1806 – 17 marzo 1887) è stato un filologo classico tedesco.

## Biografia
Figlio del teologo Christian Friedrich Fritzsche (1776-1850), studiò con il filologo Gottfried Hermann all'Università di Lipsia, nel 1825 ricevette l'abilitazione nella medesima università. Nel 1828 succedette a Immanuel Gottlieb Huschke (1761-1828) come professore di retorica presso l'Università di Rostock. A Rostock fondò un seminario filologico e nel 1836/37 fu rettore universitario.
Fu suocero del medico Theodor Thierfelder.

## Opere
- Quaestiones Lucianeae, 1826
- Varietas lectionis in Luciani Nigrinum, 1830
- Quaestiones Aristophaneae, 1835
- De parabasi Thesmophoriazusarum commentatio, 1836
- Aristophanis comoediae, quae supersunt, 1838
- Disputatio de Adimanto, patriae suae proditore, 1843
- Disputatio de Deo ex machina, 1843
- Aristophanis Ranae, 1845.[2]